# Mitglieder der Württembergischen Landstände 1895 bis 1900
Diese Liste umfasst die Mitglieder der Württembergischen Landstände des Königreichs Württemberg in der Wahlperiode von 1895 bis 1900.
Während dieser Wahlperiode tagte der 33. ordentliche Landtag vom 20. Februar 1895  bis zum 17. Januar 1899 und der 34. ordentliche Landtag vom 23. Januar 1899 bis zum 3. November 1900.

## Das Präsidium der Ersten Kammer (Kammer der Standesherren)
33. Landtag (20. Februar 1895 bis 17. Januar 1899):

Präsident: Fürst Wilhelm von Waldburg zu Zeil und Trauchburg

Vizepräsident: Graf Otto von Rechberg und Rothenlöwen zu Hohenrechberg
34. Landtag (23. Januar 1899 bis 3. November 1900):

Präsident: Fürst Wilhelm von Waldburg zu Zeil und Trauchburg bis zum 21. Dezember 1899, danach Graf Otto von Rechberg und Rothenlöwen zu Hohenrechberg

Vizepräsident: Graf Otto von Rechberg und Rothenlöwen zu Hohenrechberg bis zum 21. Dezember 1899, danach Fürst Ernst zu Löwenstein-Wertheim-Freudenberg

## Die Mitglieder der Ersten Kammer

### Prinzen des Hauses Württemberg
- Herzog Wilhelm von Württemberg († 1896)
- Herzog Nikolaus von Württemberg
- Herzog Philipp von Württemberg
- Herzog Albrecht von Württemberg
- Herzog Robert von Württemberg
- Herzog Ulrich von Württemberg

### Standesherren
- Fürst Alexis zu Bentheim und Steinfurt
- Graf Wilhelm Karl von Bentinck und Waldeck-Limpurg
- Fürst Karl Egon IV. zu Fürstenberg († 1896), gefolgt von Max Egon II., Fürst zu Fürstenberg
- Fürst Albert zu Hohenlohe-Bartenstein-Jagstberg († 1898)
- Fürst Johannes zu Hohenlohe-Bartenstein und Jagstberg
- Fürst Hermann zu Hohenlohe-Langenburg, bzw. stellvertretend dessen Sohn Ernst zu Hohenlohe-Langenburg
- Fürst Hugo zu Hohenlohe-Öhringen († 1897), gefolgt von seinem Sohn und bisherigen Vertreter, dem Prinzen Christian Kraft zu Hohenlohe-Öhringen, der sich jedoch ebenfalls stets vertreten ließ
- Fürst Friedrich Karl II. zu Hohenlohe-Waldenburg-Schillingsfürst
- Graf Alfred von Königsegg-Aulendorf († 1898), gefolgt von seinem Sohn und bisherigen Vertreter Franz Xaver von Königsegg-Aulendorf
- Fürst Ernst zu Löwenstein-Wertheim-Freudenberg
- Fürst Karl zu Löwenstein-Wertheim-Rosenberg, vertreten durch seinen Sohn Aloys zu Löwenstein-Wertheim-Rosenberg
- Graf Erwin Franz von Neipperg († 1897), gefolgt von seinem Sohn und bisherigen Vertreter Reinhard, Graf von Neipperg
- Fürst Karl Friedrich Kraft zu Oettingen-Wallerstein war nie persönlich anwesend
- Graf Ludwig August von Pückler-Limpurg, seit 1899 vertreten durch seinen Sohn Gottfried von Pückler-Limpurg
- Graf Bertram von Quadt zu Wykradt und Isny
- Graf Otto von Rechberg und Rothenlöwen zu Hohenrechberg
- Graf Heinrich von Schaesberg-Thannheim
- Fürst Albert von Thurn und Taxis, als Standesherr nie anwesend.
- Fürst Franz von Waldburg zu Wolfegg und Waldsee, vertreten durch seinen Sohn Maximilian, Erbgraf von Waldburg zu Wolfegg und Waldsee
- Fürst Wilhelm von Waldburg zu Zeil und Trauchburg, vertreten durch seinen Sohn Georg von Waldburg zu Zeil und Trauchburg
- Fürst Eberhard II. von Waldburg zu Zeil und Wurzach
- Fürst Alfred zu Windischgrätz, als Standesherr nie anwesend.

### Auf Lebenszeit ernannte Mitglieder
- Robert von Gaupp legte 1899 sein Mandat nieder
- Wilhelm von Gessler 1899 ernannt und eingetreten
- Albert von Heß 1896 ernannt und eingetreten
- Carl von Kohlhaas legte 1897 sein Mandat nieder
- Friedrich August von Landerer 1897 ernannt und eingetreten
- Friedrich von Riekert († 1900)
- Carl Friedrich von Schall 1898 ernannt und eingetreten
- Gustav von Silcher († 1896)
- Theodor von Weizsäcker
- Carl von Zeyer legte 1898 sein Mandat nieder

## Das Präsidium der Zweiten Kammer (Kammer der Abgeordneten)
33. und 34. Landtag:

Alterspräsident: Johannes Georg Kollmann (Zentrum)

Präsident: Friedrich Payer (VP)

Vizepräsident: Dr. Johannes Kiene (Zentrum)

## Die 23 bevorrechtigten Mitglieder der Zweiten Kammer

### Vertreter der Ritterschaft des Neckarkreises
- Freiherr Otto von Breitschwert
- Freiherr Hans Ulrich von Gaisberg-Helfenberg
- Freiherr Wilhelm von Gemmingen-Guttenberg-Bonfeld

### Vertreter der Ritterschaft des Jagstkreises
- Graf Rudolf Adelmann von Adelmannsfelden († 1900)
- Freiherr Erwin von Seckendorff-Gudent
- Graf Albert von Uxkull-Gyllenband 1900 eingetreten als Nachfolger des Grafen Adelmann von Adelmannsfelden
- Freiherr Georg von Woellwarth-Lauterburg

### Vertreter der Ritterschaft des Schwarzwaldkreises
- Freiherr Wilhelm von Gültlingen († 1898)
- Karl von Neubronner 1898 eingetreten als Nachfolger des Freiherrn von Gültlingen
- Freiherr Johann Otto von Ow
- Freiherr Carl von Speth-Schülzburg

### Vertreter der Ritterschaft des Donaukreises
- Freiherr Benno von Herman
- Moritz Schad von Mittelbiberach
- Freiherr Maximilian Johann von Ulm-Erbach-Mittelbiberach
- Freiherr Felix von Waechter-Spittler

### Vertreter der evangelischen Landeskirche
- Generalsuperintendent von Heilbronn: Karl von Berg
- Generalsuperintendent von Ludwigsburg: Ernst von Ege
- Generalsuperintendent von Reutlingen: Viktor von Sandberger
- Generalsuperintendent von Hall: Adolf Friedrich von Walcker, seit 1896 Oskar Achilles Gustav von Schwarzkopf und seit 1900 Paulus von Braun
- Generalsuperintendent von Tübingen: Dr. Ernst von Wittich
- Generalsuperintendent von Ulm bis 1897: Karl Johann Friedrich von Lechler, 1897 bis 1900 Gottlieb Friedrich von Weitbrecht

### Vertreter des Bistums Rottenburg
- Bischof von Rottenburg: Wilhelm von Reiser († 1898), gefolgt von Franz Xaver von Linsenmann († 1898), gefolgt von Paul Wilhelm von Keppler (Der jeweilige Bischof war nie in einer Sitzung anwesend)
- Domkapitular von Rottenburg: Franz Xaver von Linsenmann 1898 zum Bischof erhoben. Nachfolger von Linsenmann war seit 1898 Paul von Stiegele
- Dienstältester katholischer Dekan: Johann Georg Kollmann

### Kanzler der Universität Tübingen
- Carl von Weizsäcker († 1899), gefolgt 1900 von Gustav von Schönberg

## Die 70 gewählten Abgeordneten der Zweiten Kammer

### Die Abgeordneten der sieben „guten Städte“
| Stadt       | Name                                   | Partei  |
| ----------- | -------------------------------------- | ------- |
| Stuttgart   | Karl Kloß                              | SPD     |
| Tübingen    | Heinrich Schweickhardt (1834) († 1898) | VP      |
| Tübingen    | Christian Gunßer                       | DP      |
| Ludwigsburg | Heinrich von Abel                      | DP      |
| Ellwangen   | Josef Anton Nieder                     | Zentrum |
| Ulm         | Friedrich Mayser                       | VP      |
| Heilbronn   | Carl Betz                              | VP      |
| Reutlingen  | Friedrich Payer                        | VP      |

### Die Abgeordneten der Oberämter desNeckarkreises
| Stadt             | Name                         | Partei    |
| ----------------- | ---------------------------- | --------- |
| Backnang          | Robert Kaeß                  | VP        |
| Besigheim         | Christian Schmid             | VP        |
| Böblingen         | Dr. Julius Hartranft         | VP        |
| Brackenheim       | Friedrich von Balz           | DP        |
| Cannstatt         | Menrad Glaser († 1896)       | SPD       |
| Cannstatt         | Gustav von Pfaff             | DP        |
| Esslingen         | Dr. Friedrich Ludwig von Geß | DP        |
| Heilbronn (Amt)   | Robert Münzing               | VP        |
| Leonberg          | Wilhelm Friedrich Aldinger   | DP        |
| Ludwigsburg (Amt) | Ferdinand Schnaidt           | VP        |
| Marbach           | Hermann Stockmayer           | VP        |
| Maulbronn         | Karl Schmidt                 | VP        |
| Neckarsulm        | Wilhelm Lang                 | VP        |
| Stuttgart (Amt)   | Johannes Lorenz Kraut        | VP        |
| Vaihingen         | Jakob Maurer                 | VP        |
| Waiblingen        | August Binz                  | VP        |
| Weinsberg         | Christian Hege               | parteilos |

### Die Abgeordneten der Oberämter desJagstkreises
| Stadt           | Name                               | Partei    |
| --------------- | ---------------------------------- | --------- |
| Aalen           | Viktor Rembold                     | Zentrum   |
| Crailsheim      | Leonhard Sachs († 1899)            | DP        |
| Crailsheim      | Ernst Berroth                      | BdL       |
| Ellwangen (Amt) | Xaver Rathgeb                      | Zentrum   |
| Gaildorf        | Johann Schock                      | VP        |
| Gerabronn       | Friedrich Haußmann                 | VP        |
| Gmünd           | Dr. Bruno Klaus                    | Zentrum   |
| Hall            | Friedrich Hartmann                 | VP        |
| Heidenheim      | Hans Haehnle                       | VP        |
| Künzelsau       | Friedrich Spieß                    | DP        |
| Mergentheim     | Dr. Hermann Freiherr von Mittnacht |           |
| Neresheim       | Caspar Vogler                      | Zentrum   |
| Öhringen        | Friedrich Gebert                   | parteilos |
| Schorndorf      | Friedrich Schrempf                 | BdL       |
| Welzheim        | Friedrich Ellinger († 1899)        | VP        |
| Welzheim        | Dr. Johannes Hieber                | DP        |

### Die Abgeordneten der Oberämter desSchwarzwaldkreises
| Stadt            | Name                        | Partei            |
| ---------------- | --------------------------- | ----------------- |
| Balingen         | Conrad Haußmann             | VP                |
| Calw             | Hermann Haffner             | DP                |
| Freudenstadt     | Alfred Hartranft            | DP                |
| Herrenberg       | Johann Martin Schurer       | DP                |
| Horb             | Pankratius Nußbaumer        | Zentrum           |
| Nagold           | Karl von Luz († 1899)       | Freie Vereinigung |
| Nagold           | Stephan Schaible            | Konservative      |
| Neuenbürg        | Karl Gustav Adolf Commerell | DP                |
| Nürtingen        | Adam Friedrich Gabler       | VP                |
| Oberndorf        | Joseph Eckard               | Zentrum           |
| Reutlingen (Amt) | Josef Krauß                 | DP                |
| Rottenburg       | Simon Schach                | Zentrum           |
| Rottweil         | Richard Bürk                | VP                |
| Spaichingen      | Josef Schumacher            | VP                |
| Sulz             | Friedrich Tag               | VP                |
| Tübingen (Amt)   | Christian Weidle            | VP                |
| Tuttlingen       | Johannes Storz              | VP                |
| Urach            | Friedrich Henning           | VP                |

### Die Abgeordneten der Oberämter desDonaukreises
| Stadt      | Name                           | Partei            |
| ---------- | ------------------------------ | ----------------- |
| Biberach   | Franz Xaver Krug               | Zentrum           |
| Blaubeuren | Andreas Scheer                 | VP                |
| Ehingen    | Dr. Johannes Baptist Kiene     | Zentrum           |
| Geislingen | Karl von Hohl                  | DP                |
| Geislingen | Nikolaus Bantleon              | DP                |
| Göppingen  | Johannes Erhardt               | VP                |
| Kirchheim  | Wilhelm Beurlen                | VP                |
| Laupheim   | Johannes Schick                | Zentrum           |
| Leutkirch  | Ferdinand Eggmann              | Zentrum           |
| Münsingen  | Karl Rath                      | VP                |
| Ravensburg | Theophil Egger                 | Zentrum           |
| Riedlingen | Adolf Gröber                   | Zentrum           |
| Saulgau    | Josef Rapp († 1896)            | Zentrum           |
| Saulgau    | Johann Sommer                  | Zentrum           |
| Tettnang   | Caspar Bueble                  | Zentrum           |
| Ulm (Amt)  | Johann Friedrich Haug († 1900) | Freie Vereinigung |
| Ulm (Amt)  | Gottlieb Haug                  | Freie Vereinigung |
| Waldsee    | Anton Beutel                   | Zentrum           |
| Wangen     | Max Dentler                    | Zentrum           |